# Dieswang
Dieswang (auch Dieswag) ist ein Weiler in der schwäbischen Gemeinde Lechbruck am See im Landkreis Ostallgäu in Bayern. Er liegt etwa 300 Meter südlich des Ortsrandes von Lechbruck.

## Geschichte
Erstmals wird ein Gut in Dieswang 1316 in einem bischöflichen Urbar erwähnt. Bis 1594 war der Hof in zwei Anwesen geteilt worden.
Beide Namensvarianten, Dieswang und Dieswag, gehen bis ins 14. Jahrhundert zurück. In neuerer Zeit war lokal der Name Dieswang üblich, der auch auf dem Ortsschild und beim Einwohnermeldeamt für Postanschriften benutzt wurde, während der Ort in der Datenbank für Gemeinde- und Ortsteilnamen des Bayerischen Landesamts für Statistik und in vielen öffentlichen Verzeichnissen als Dieswag geführt wurde. 2024 beantragte der Lechbrucker Gemeinderat beim Landratsamt, zukünftig amtlich nur noch den Namen Dieswang zu verwenden.

## Bauwerke
Das denkmalgeschützte Bauernhaus Dieswang Nummer 1 stammt aus dem 18. Jahrhundert.